# Герцог, Фокс и Неэман
«Ге́рцог» или «Ге́рцог, Фокс и Неэма́н» (ивр. הרצוג פוקס נאמן‎; англ. Herzog Fox & Neeman) — одна из крупнейших израильских юридических фирм. Специализируется на оказании юридических услуг корпоративным и частным клиентам. Занимает первое место среди израильских юридических фирм в международных рейтингах качества.

## История
Фирма была основана в 1972 году. Её основателями, именами которых она и была названа, стали:
- Хаим Герцог (1918—1997) — генерал запаса Армии обороны Израиля, видный юрист, избранный в 1983 году Президентом Израиля.
- Майкл (Михаэль) Фокс[англ.] (1934—2009) — видный британский адвокат, основатель лондонской адвокатской фирмы «Фокс энд Гиббонс»[4].
- Яаков Неэман (1939—2017) — профессор юриспруденции, исполнявший в дальнейшем ряд должностей в государственном секторе, включая должности министра финансов (с 1997 по 1998 год) и министра юстиции Израиля (в 1996 году, а также с 2009 по 2013 год).

Фирма была создана для оказания услуг иностранным клиентам, ведущим деловую деятельность в Израиле.
Фирма быстро разрослась, вскоре превратившись в крупнейшую юридическую фирму Израиля.
В 2021 году бывший партнёр фирмы, Ицхак Герцог, сын основателя фирмы Хаима Герцога, был, как и в прошлом его отец, избран Президентом Израиля.

## Структура и сферы специализации
По состоянию на 2021 год фирма насчитывает более 400 юристов-адвокатов, более 150 из которых являются партнёрами. В связи с ориентацией фирмы на деятельность на международных рынках многие сотрудники фирмы обладают лицензиями на ведение правовой деятельности за рубежом и имеют опыт работы в ведущих юридических фирмах США, Великобритании и других стран.
Фирма состоит из более 30 департаментов, специализирующихся на различных областях права.
Фирма специализируется в правовых вопросах, связанных со сферами налогового права, корпоративного права, слияний и поглощений, коммерческого права, недвижимости, трудового права, административного права, инвестиционной деятельности, инвестиционных фондов и частных капиталовложений, банковского и финансового права, рынка капиталов, высоких технологий, стартапов и венчурного капитала, сопровождения инфраструктурных проектов, проектного финансирования, банкротства и реструктуризации задолженностей, интеллектуальной собственности, телекоммуникационного права и медиа-права, конкурентного права, национальной безопасности, международного публичного права, энергетического права, экологического права, биотехнологии и фармацевтической промышленности. Фирма также консультирует израильское правительство по вопросам приватизации и реструктуризации государственных предприятий.
Также фирма занимается консультированием в области игорного бизнеса, включая онлайн-гейминг, и криптовалют.
Одним из крупнейших департаментов фирмы является Департамент литигации, представляющий клиентов фирмы в высокопрофильных судебных и арбитражных разбирательствах.
В фирме действуют также практики, основанные на региональных направлениях работы, в том числе азиатская (китайская, японская и корейская) практика и практика России и стран бывшего Советского Союза.
«Герцог, Фокс и Неэман» входит в международные юридические альянсы, включая глобальные альянсы World Law Group и Ius Laboris.

## Клиентура
Среди нынешних клиентов фирмы корпорации Microsoft, Facebook, General Electric, eBay, Alibaba Group, PayPal, Mitsui Group, финансовый конгломерат HSBC Holdings, банки «Дисконт», «Апоалим» и «Леуми», Азриэли Групп, международная финансовая корпорация Apax Partners и другие компании и частные лица.
В ходе своей деятельности «Герцог, Фокс и Неэман» развила широкий опыт представления интересов клиентов в крупных международных сделках. Так, например, в 2011 году фирма сопровождала процесс поглощения корпорации Makhteshim Agan китайским концерном China National Agrochemical Corporation в рамках сделки в размере 2,4 миллиарда долларов, названной крупнейшей сделкой на Ближнем Востоке в 2011 году. В 2012 году фирма представляла своего клиента — «Электрическую компанию Израиля» — в ходе эмиссии облигаций на сумму 500 миллионов долларов на американском фондовом рынке.
В период с 2010 по 2013 год фирма заняла первое место среди всех юридических фирм, действующих на Ближнем Востоке, по количеству проведённых сделок в сфере корпоративных слияний и поглощений (49 сделок общей стоимостью около 8,3 миллиардов долларов).
В 2019—2020 годах, помимо прочего, фирма представляла Apax Partners в приобретении мажоритарной доли в компании Verint Systems за 400 миллионов долларов, финансовые конгломераты BNP Paribas, Citigroup и Goldman Sachs в эмиссии облигаций корпорации Teva Pharmaceutical Industries на сумму 2,1 миллиарда долларов, инвестиционную корпорацию «Альтшулер-Шахам» в первичном публичном размещении акций на Тель-Авивской фондовой бирже на сумму более 1 миллиарда долларов и израильскую компанию Mellanox в её приобретении корпорацией Nvidia за сумму 6,9 миллиардов долларов.
В 2021 году фирма, помимо прочего, представляла инвестиционную корпорацию «Альтшулер-Шахам» в приобретении инвестиционной корпорации «Псагот» за 910 миллионов шекелей с последующим слиянием двух корпораций и страховую компанию «Феникс» в приобретении 15%-ой доли в сети супермаркетов «Йейнот Битан».

## Международный рейтинг
На протяжении истории своего существования фирма занимала лидирующее место в рейтингах европейских юридических фирм.
С момента введения израильских фирм в свой бизнес-рейтинг в 2010 году международная деловая газета Financial Times и группа The Mergermarket присваивали фирме определение ведущей юридической фирмы Израиля.
В международном справочнике The Legal 500 за 2021 год «Герцог, Фокс и Неэман» вошла в рейтинг по всем категориям, включая категории «Банковское и финансовое право» (1-е место), «Рынок капиталов» (1-е место), «Коммерческое право, корпоративное право, слияния и поглощения» (1-е место), «Конкурентное право» (1-е место), «Трудовое право» (1-е место), «Энергетическое право» (1-е место), «Здравоохранительное право и правовое регулирование в сфере медико-биологических наук» (1-е место), «Высокие технологии и стартапы» (1-е место), «Сопровождение и финансирование инфраструктурных проектов» (1-е место), «Инвестиционные фонды и венчурный капитал» (1-е место), «Страховое право» (1-е место), «Транспортное право» (1-е место), «Разрешение конфликтов / Коллективные иски» (1-е место), «Разрешение конфликтов / Международный арбитраж и медиация» (2-е место), «Разрешение конфликтов / Местное разрешение споров и арбитраж» (2-е место), «Интеллектуальная собственность» (2-е место), «Недвижимость и строительное право» (1-е место), «Реструктуризация задолженности и банкротство» (2-е место), «Налоговое право» (1-е место) и «Телекоммуникационное право и медиа-право» (1-е место).
В международном справочнике Chambers and Partners за 2021 год фирма признаётся лидирующей израильской фирмой в категориях «Банковское и финансовое право» (1-е место), «Рынок капиталов» (1-е место), «Корпоративное право / Слияния и поглощения» (1-е место), «Международные и трансграничные сделки» (1-е место), «Трудовое право» (1-е место), «Разрешение конфликтов» (2-е место), «Сопровождение и финансирование проектов и энергетическое право» (1-е место), «Недвижимость» (1-е место), «Технологическое право» (1-е место) и «Налоговое право» (1-е место).
Первенство среди израильских юридических фирм было отдано фирме и дополнительными международными рейтинговыми агентствами, как то International Financial Law Firm Review (IFLR 1000). В рейтинге агентства International Financial Law Firm Review (IFLR 1000) от октября 2015 года фирма вновь заняла наибольшее количество первых мест в различных категориях среди юридических фирм Израиля. Фирма была также признана «фирмой года в Израиле» в рейтинге IFLR Europe Awards 2019 года.
При этом в соответствии с опросом, проведённом газетой «Глобс» в 2011 году среди израильских адвокатов, фирма «Герцог, Фокс и Неэман» считается и наиболее предпочитаемым работодателем среди израильских юридических фирм, как вследствие чрезвычайно высокого престижа фирмы, так и вследствие условий труда, предоставляемых фирмой своим сотрудникам.